# Вивільга східна
Вивільга східна (Oriolus xanthornus) — вид співочих птахів родини вивільгових (Oriolidae).

## Поширення
Вид поширений в Південній і Південно-Східній Азії. Мешкає у відкритих лісах, рідколіссях і плантаціях.

## Опис

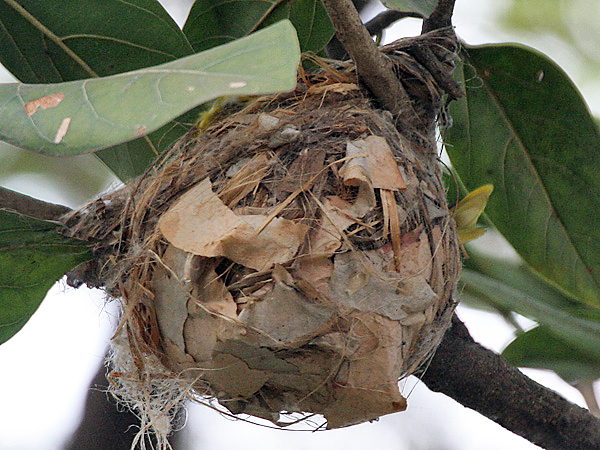
Гніздо вивільги східної

Тіло завдовжки до 25 см; вага тіла 46–79 г. Самці мають яскраво-жовте чоловіче оперення з чорними головою, крилами і хвостом. Самиця трохи темніша з зеленуватим черевцем.

## Спосіб життя
Живе у кроні дерев. Живиться комахами, гусеницями, а також фруктами (переважно інжиром). Гніздо, виготовлене з трав, листя та кори, підвішене до дерева на висоті приблизно 10 метрів над землею між гілками та подалі від стовбура. Самиця зазвичай відкладає 2 яйця.

## Підвиди
Включає п'ять підвидів:
- O. x. xanthornus (Linnaeus, 1758) — трапляється від півночі Індії до Індокитаю;
- O. x. maderaspatanus Franklin, 1831 — в центральній та південній Індії;
- O. x. ceylonensis Bonaparte, 1850 — Шрі-Ланка;
- O. x. reubeni Abdulali, 1977 — Андаманські острови
- O. x. tanakae Kuroda, 1925 — північний схід Калімантану.